# Марсель Табюто
Марсель Табюто (фр. Marcel Tabuteau; нар. 2 липня 1887, Комп'єнь, департамент Уаза, Франція — 4 січня 1966) — франко-американський гобоїст.

## Біографія
Син годинникаря, в дитинстві вчився грати на скрипці і вже у 11-річному віці вступив у міський оркестр — але там бракувало виконавців на духових інструментах, і Табюто переучився на гобой.

## Творчий шлях
1904 року закінчив Паризьку консерваторію в класі Жоржа Жілле. Наступного року на запрошення Вальтера Дамроша Табюто поїхав до США, щоби грати на англійському ріжку в Нью-Йоркському симфонічному оркестрі. Він також грає в оркестрі Метрополітен Опера.
Передусім репутація Табюто пов'язана з працею Філадельфійського оркестру, де він посідав місце першого гобоїста у 1915—1954 роках.

## Учні
Паралельно з виконавською працею він викладав у Кертисовському інституті музики від дня його заснування (у 1924—1953 роках). Тож серед його учнів було багато відомих гобоїстів США: Джон де Ленсі, Джон Мак, Гарольд Гомберг та інші.